# Molophilus collessi
Molophilus collessi là một loài ruồi trong họ Limoniidae. Chúng phân bố ở miền Australasia.